# Santuário de Diana Planciana
Santuário de Diana Planciana era um templo romano situado entre o monte Quirinal e o monte Viminal, no início do Vico Longo, construído pelo edil curul Cneu Plâncio depois de 55 a.C.. Sua existência é atestada por uma inscrição. Havia também uma estátua dedicada a Diana nas imediações.